# 울리히 보로프카
울리히 "울리" 에른스트 보로프카(독일어: Ulrich "Uli" Ernst Borowka, 1962년 5월 19일, 노르트라인-베스트팔렌 주 멘덴 ~)는 독일의 전직 프로 축구 선수로, 현역 시절 수비수로 활약했다.
다재다능하고, 고된 일을 자주 맡는 그는 공을 강하게 차며, 베르더 브레멘(10년 가까이 몸담았다)에서 전성기를 보내었고, 15년 동안 388번의 분데스리가 경기에 출전해 19골을 기록했다.
보로프카는 서독 국가대표팀 일원으로 유로 1988에 참가했다.

## 클럽 경력
멘덴 출신인 보로프카는 19세에 묀헨글라트바흐에서 분데스리가 신고식을 치렀고, 2년차부터 주전으로 도약했고, 1984-85 시즌에는 소속 구단의 리그 4위에 일조했으며, 32번의 경기에 개인 단일 시즌 최다인 4골을 기록했다.
1987년, 보로프카는 베르더 브레멘으로 이적해 9년을 활약하면서 6년을 수비 주축으로 활동했고, 7시즌은 최소 1골을 기록했다. 1년차에는 소속 구단을 23년 만에 리그 정상에 올려놓았는데, 1988년 4월 9일에 발트호프 만하임을 상대로 득점에 성공했다.
보로프카는 1991-92 시즌에만 총 46번의 공식 경기에 출전했는데, 같은 해 베르더의 유러피언 컵위너스컵 경기에도 8번 출전해 우승에 일조했다. 이듬해, 그는 베르더에서 또다시 리그 우승을 거두었고, 1995년 12월에 거의 34세가 되어서 퇴단해 아마추어 리그의 타스마니아 베를린으로 이적했다. 이후, 그는 하노버 96(3부 리그에서 1달)와 비제프 우치를 거치면서 폴란드 엑스트라클라사에서 뛴 첫 독일 선수가 되었고, 이후 아마추어 리그에서 38세의 나이로 은퇴했다.
은퇴 후, 보로프카는 감독일을 여러 곳에서 맡았지만, 큰 성과를 거두지 못했다.

## 국가대표팀 경력
보로프카는 1988년, 서독 국가대표팀 경기에 6번 출전했고, 같은 해 자국을 대표로 유로 1988에 참가해, 서독이 출전한 4경기에 모두 출전했다.(2경기는 90분을 모두 소화) 그의 첫 경기는 4월 2일에 서베를린에서 열린 아르헨티나와의 유로 본선 대비 친선경기로, 이 경기에서 1-0으로 이겼다.

## 수상
묀헨글라트바흐
- DFB-포칼 준우승: 1983–84

베르더 브레멘
- 분데스리가: 1987–88, 1992–93
- DFB-포칼
  - 우승: 1990–91, 1993–94
  - 준우승: 1988–89, 1989–90
- 유러피언 컵위너스컵: 1991–92
- DFL-슈퍼컵: 1988, 1993, 1994[4][5][6]

비제프 우치
- 엑스트라클라사: 1996–97